# Бройер, Зигфрид
Зигфрид Бройер (англ. Siegfried Breuer; 24 июня 1906, Вена — 1 февраля 1954, Гёттинген) — австрийский актёр театра и кино. Также занимался кинорежиссурой и писал сценарии.

## Биография
Сын оперного певца и актёра Ганса Бройера. Крёстным отцом Зигфрида был Зигфрид Вагнер. Обучался драматическому искусству в Венской академии музыки и исполнительского искусства. Его дебют на театральных подмостках состоялся в 1924 году в венском Фолькстеатре вместе с Паулой Вессели и Фрицем Экхардтом. В последующие годы Бройер был занят в постановках венских и пражских театров, а также Немецкого театра в Берлине.
В кино Бройер появился достаточно поздно в амплуа элегантных, но бесхарактерных соблазнителей, а затем играл роли стереотипных злобных евреев в антисемитской кинопродукции. По окончании войны Бройер выступил режиссёром трёх кинолент и продолжал сниматься в кино и работать в театре. Зигфрид Бройер был женат шесть раз, в том числе на актрисах Марии Андергаст, Еве Марии Майнеке и Лии Кондрус. Его сыновья Вальтер Бройер и Вольфганг Кондрус, а также внуки Жак Бройер и Паскаль Бройер тоже избрали актёрскую карьеру. Зигфрид Бройер похоронен на Гёттингенском городском кладбище.

## Фильмография
| - 1939: Eins zu Eins - 1939: Unsterblicher Walzer - 1939: Mutterliebe - 1939: Anton, der Letzte - 1939: Leinen aus Irland - 1940: Nanette - 1940: Почтмейстер / Der Postmeister - 1940: Wiener G’schichten - 1940: Оперетта / Operette - 1941: Der Weg ins Freie - 1941: Menschen im Sturm - 1941: Venus vor Gericht - 1942: Sommerliebe - 1942: Anuschka - 1943: Романс в миноре / Romanze in Moll - 1943: Gefährlicher Frühling - 1943: Gabriele Dambrone - 1944: Orient-Express - 1944: Melusine - 1945: Die tolle Susanne - 1945: Am Abend nach der Oper - 1945: Regimentsmusik - 1946: Летучая мышь / Die Fledermaus - 1947: Das unsterbliche Antlitz - 1948: Alles Lüge - 1948: Das andere Leben | - 1948: Anni - 1948: Zyankali - 1948: Maresi - 1949: Fregola - 1949: Rosen der Liebe - 1949: Philine - 1949: Третий человек / The Third Man - 1949: Vagabunden - 1950: Prämien auf den Tod - 1950: Gabriela - 1950: Der Schuß durchs Fenster - 1950: Seitensprünge im Schnee - 1951: Schatten über Neapel - 1951: Durch Dick und Dünn - 1951: Eine Frau mit Herz - 1951: Johannes und die 13 Schönheitsköniginnen - 1951:In München steht ein Hofbräuhaus - 1952: Man lebt nur einmal - 1952: Der Fürst von Pappenheim - 1952: Wenn abends die Heide träumt - 1952: Wir tanzen auf dem Regenbogen - 1953: Das Dorf unterm Himmel - 1953: Der letzte Walzer - 1953: Der Vogelhändler - 1953: Rote Rosen, rote Lippen, roter Wein - 1953: Unter den Sternen von Capri |